# Cmentarz żydowski w Osiecznej
Cmentarz żydowski w Osiecznej – kirkut mieści się przy zbiegu ulic Jeziornej (Seestrasse) i Żydowskiej (Judengasse) obecnej Podgórnej. Powstał w drugiej połowie XVIII wieku. Część cmentarza uległa likwidacji na przełomie lat trzydziestych i czterdziestych XX wieku, kiedy uregulowano ulicę Żydowską, wówczas już nazywaną Podgórną. Ostateczna likwidacja cmentarza wraz z usunięciem nagrobków nastąpiła podczas II wojny światowej. W późniejszym okresie teren cmentarza zabudowano domami mieszkalnymi. Pozostałością po cmentarzu jest dąb, rosnący przy ulicy Słonecznej. Nekropolia miała powierzchnię 0,25 ha. w początku XXI wieku ocalałe płyty nagrobne wmontowano w ścianę pamięci, zbudowaną u zbiegu ulic Słonecznej, Podgórnej i Krawieckiej.